# Johann Gottfried Walther
|  | Ikke at forveksle med Johann Walter, 1496-1570 |
Johann Gottfried Walther (født 18. september 1684 i Erfurt, død 23. marts 1748 i Weimar) var en tysk komponist og organist.
1702 blev Walther organist i Thomaskirken i Erfurt, og 23 år gammel blev han kapelmester i Weimar, hvor han blev ven med Johann Sebastian Bach, som var hans næstsøskendebarn . Walther skrev mange korværker, men er nok mest kendt for sine koralbaserede værker for orgel.
1732 udgav han Musikalisches Lexikon, et af de første musikleksika i verden.